# Isopyroideae
Isopyroideae es una subfamilia de plantas de flores de la familia Ranunculaceae que tiene las siguientes tribus y géneros.

## Tribus y géneros
- Tribu: Isopyreae
  - Subtribu: Isopyrineae - 
    - Géneros: Aquilegia - Dichocarpum - Enemion - Isopyrum - Leptopyrum - Paraquilegia - Semiaquilegia - Urophysa

  - Subtribu: Thalictrinae
    - Género: Thalictrum

- Datos: Q5922826
- Multimedia: Isopyroideae / Q5922826
- Especies: Isopyroideae